# Khalnayak
Khalnayak è un film del 1993, diretto da Subhash Ghai.

## Colonna sonora
1. Alka Yagnik – Aaja Sajan Aaja
2. Alka Yagnik – Paalkhi Mein Hoke Sawar Chali Re
3. Alka Yagnik, Mohammed Aziz – Aise Teri Yaad Aati Hai
4. Alka Yagnik, Ila Arun – Choli Ke Peeche Kya Hai (Female)
5. Vinod Rathod – Choli Ke Peeche Kya Hai (Male)
6. Alka Yagnik, Manhar Udhas – Der Se Aana Jaldi Jaana
7. Kavita Krishnamurthy, Vinod Rathod – Nayak Nahi Khalnayak Hoon Main
8. Ila Arun & Kavita Krishnamurthy – Nayak Nahi Khalnayak Hai Tu
9. Jagjit Singh – O Maa Tujhe Salaam